# Feissons-sur-Salins

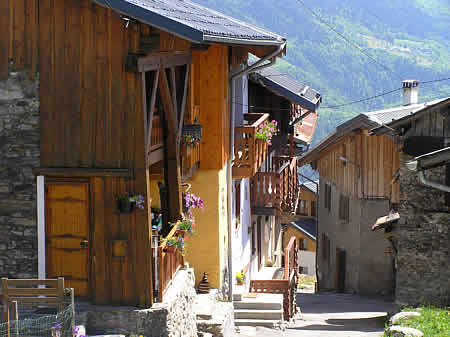

Feissons-sur-Salins is een gemeente in het Franse departement Savoie (regio Auvergne-Rhône-Alpes) en telt 161 inwoners (1999). De plaats maakt deel uit van het arrondissement Albertville.

## Geografie
De oppervlakte van Feissons-sur-Salins bedraagt 4,8 km², de bevolkingsdichtheid is 33,5 inwoners per km².
De onderstaande kaart toont de ligging van Feissons-sur-Salins met de belangrijkste infrastructuur en aangrenzende gemeenten.

## Demografie
Onderstaande figuur toont het verloop van het inwonertal (bron: INSEE-tellingen).